# شاريتيه (برلين)

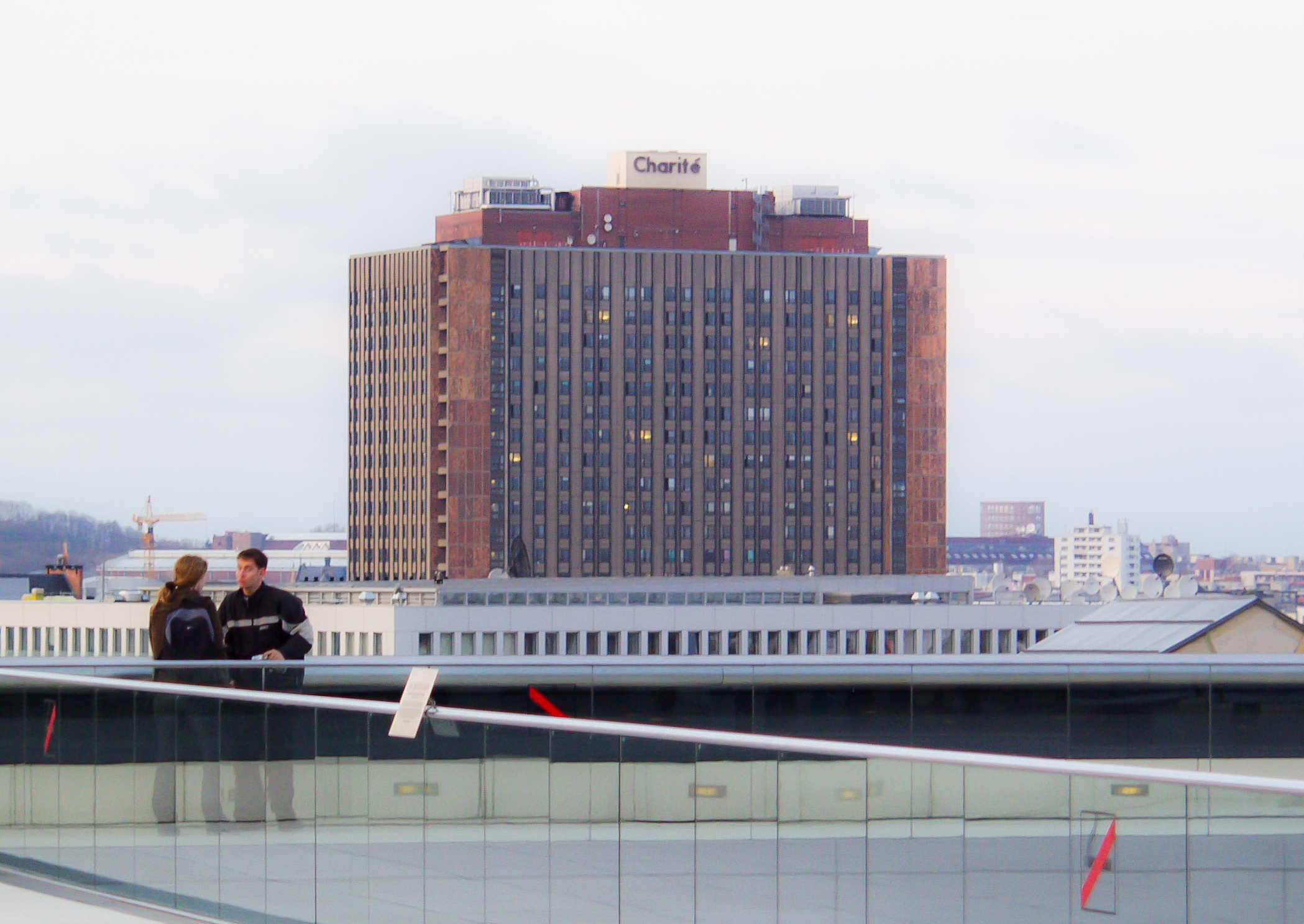
حرم ميتي (من أعلى الرايخستاغ)

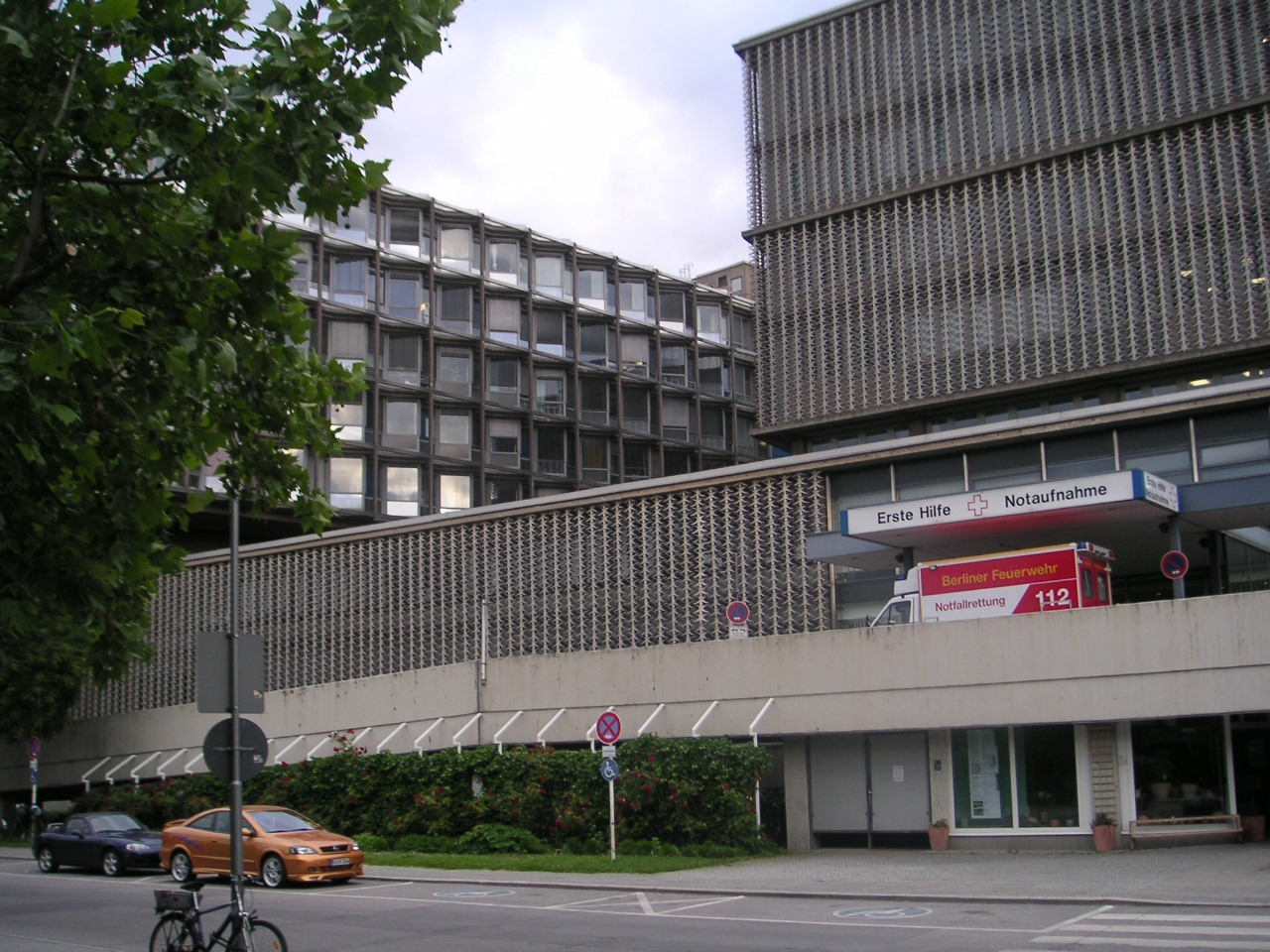
حرم بنيامين فرانكلين

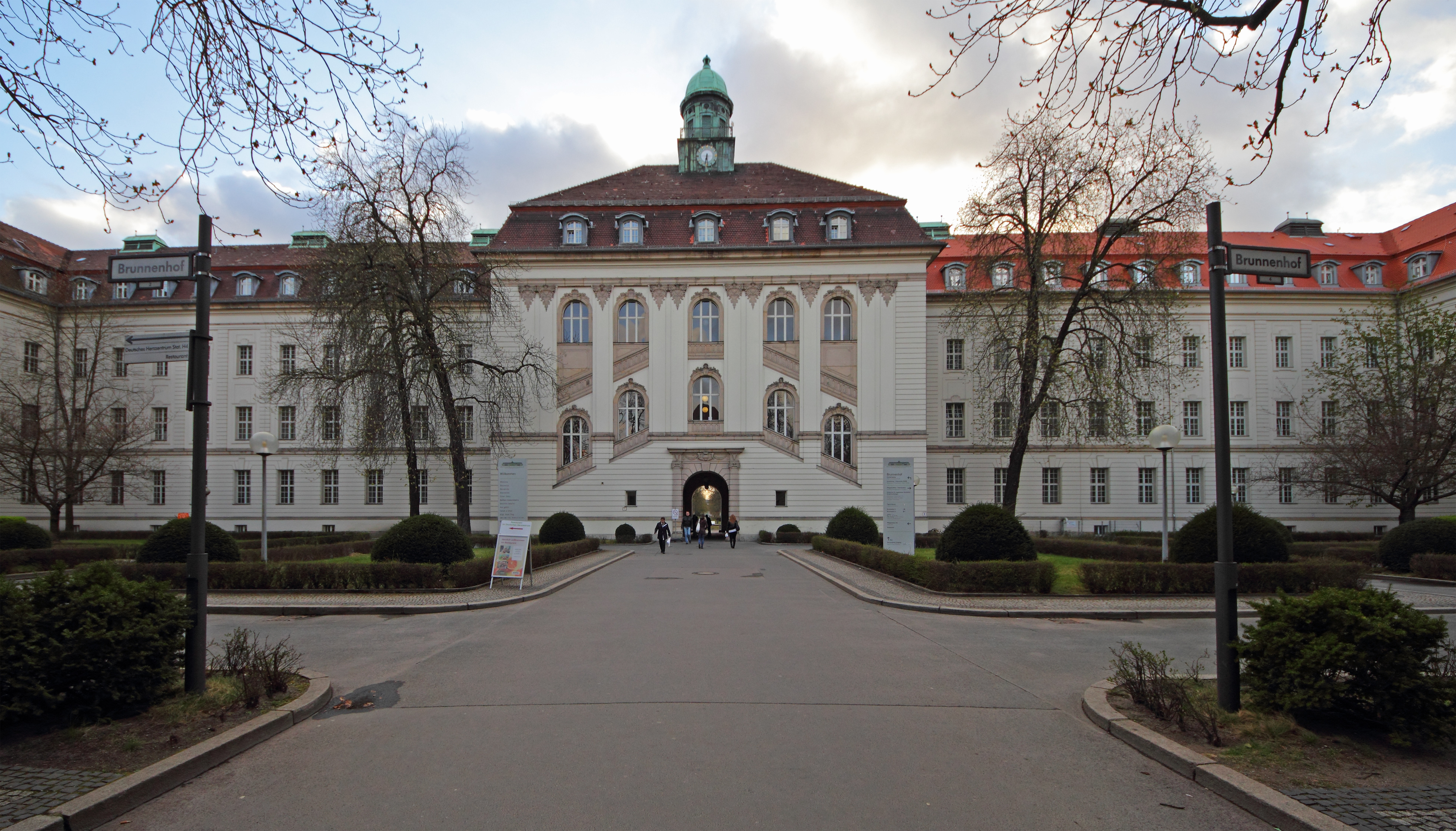
حرم عيادة فيرشو ،مركز أمراض القلب

الشاريتيه (بالألمانية:Charité Universitätsmedizin Berlin) هي مدرسة طبية تابعة لجامعة هومبولت وجامعة برلين الحرة. بعد اندماج الحرم الجامعي الرابع في عام 2003 ،أصبحت الشاريتيه أكبر المستشفيات الجامعية في أوروبا. الشاريتيه لديه طاقم مؤلف من أكثر من 200 بروفيسور و4000 طبيب متخصص ذو كفاءة عالية يغطون كافة المجالات والتخصصات. الجدير بالذكر أن أكثر من نصف حاملي جائزة نوبل الألمان في مجالي الطب والفسيولوجيا كانوا من طاقم المشفى البرليني.

## التاريخ
في نوفمبر 1709 أمر الملك فريدريك (ملك بروسيا) بإنشاء مستشفى داخل أسوار مدينة برلين في إطار التحضير للطاعون الدبلي الذي ضرب شرق البلاد.المستشفى تأسست في عام 1710 ،ولكن هذا الوباء لم يصل إلى المدينة كما كان متوقع أن يحدث، وبالتالي كانت تستخدم كمستشفى لفقراء المدينة الذين عولجوا مجاناً.في 9 يناير 1727،قدم فريدريك وليام الأول عليها اسم شاريتيه ،معناها: «الخيرية». بناء مسرح تشريحي في عام 1713 يمثل بداية مدرسة طبية.العام 1795 شهد إنشاء مدرسة Pépinière لتعليم
الجراحين العسكريين.
بعد تأسيس جامعة برلين (اليوم جامعة هومبولت) في عام 1810، دمج عميد كلية الطب كريستوف فيلهلم هوفلاند في عام 1828 الشاريتيه كمستشفى تعليمي.رودولف فيرشو ،ذات مرة طالب في ال- Pépinière ،عمل هنا مع المشرح روبرت فروريب وفي عام 1856 أصبح مديرا لمعهد علم الأمراض التي أنشئ حديثا ،حيث وضع نظرية الخلية.
بعد تقسيم برلين في عام 1949 ظلت الشاريتيه في (برلين) ميته المستشفى الرئيسي لبرلين الشرقية، التابعة لجامعة همبولت ،في حين أن الجامعة الحرة في برلين الغربية كان لديها عيادة شتغليتز التي اقيمت في عام 1968 بدعم من قبل المؤسسة الامركية لبنجامين فرانكلين إليانور انسينغ دالاس.في عام 1986 أصبحت مستشفى رودولف فيرشو المدرسة الثانية الطبية التابع للجامعة الحرة. بعد إعادة التوحيد في مدينة برلين كان عليها أن تتعامل مع ثلاث مستشفيات جامعية ،اندمجو جميعا كمواقع للشاريتيه في عام 2003.إعادة التنظيم ما زالت جاريا.

## أشخاص بارزون
- إميل فون بهرنغ، فيزيولوجي (جائزة نوبل في الطب عام 1901)
- بول إرليخ (جائزة نوبل في الطب عام 1908)
- إرنست تشين (جائزة نوبل في الطب عام 1945)
- إميل فيشر، كيميائي (جائزة نوبل في الكيمياء عام 1902)
- فرنر فورسمان، طبيب (جائزة نوبل في الطب عام 1956)
- هرمان فون هلمهولتز، طبيب وفيزيائي
- روبرت كوخ، طبيب (جائزة نوبل في الطب عام 1905)
- ألبرشت كوسل، طبيب (جائزة نوبل في الطب عام 1910)
- هانس كريبس، طبيب (جائزة نوبل في الطب عام 1953)
- فريتس ليبمان، (جائزة نوبل في الطب عام 1953)
- هانس سبيمان، (جائزة نوبل في الطب عام 1935)
- أوتو فاربورغ، فيزيولوجي (جائزة نوبل في الطب عام 1931)
- فرانتس كونيغ، جرّاح.

## الشاريتيه اليوم
7،500 طالب وطالبة مسجلون في الشاريتيه اليوم. تتعامل مع 1،080،000 عيادات خارجية و 128،000 مرضى مقيمين في 3،500 سرير سنويا. 14،400 أشخاص يعملون في مواقعها الأربعة في برلين :
- حرم شاريتيه ميتي (CCM) في برلين- ميتي
- حرم بنيامين فرانكلين (CBF) في برلين لشترفيلد
- حرم عيادة فيرشو (CVK) في برلين ويدينغ
- حرم برلين بوخ (CBB) في برلين بوخ

## وصلات خارجية
موقع الشاريتيه الرسمي